# Mesitylen
Mesitylen hay 1,3,5-trimêtylbenzen (C9H12) là một hyđrocacbon thơm có 3 nhóm mêtyl thế vào vòng benzen.
Mesitylen được điều chế bằng cách cân bằng Xilen qua xúc tác Axit
2 C6H4(CH3)2 ⇌ C6H3(CH3)3 + C6H5CH3
C6H4(CH3)2 + CH3OH → C6H3(CH3)3 + H2O